# Bintje

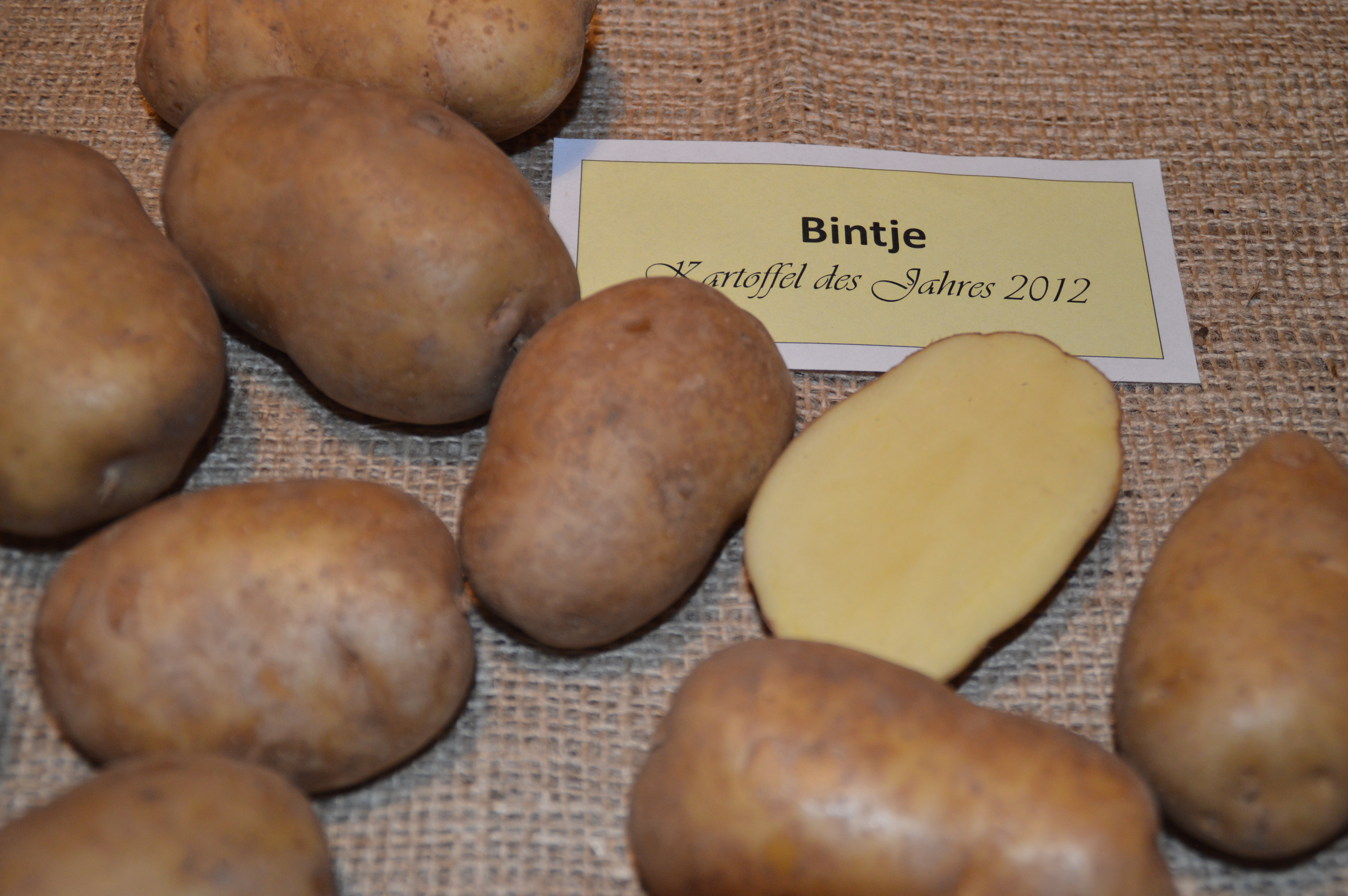
Bintje

Bintje is een aardappelras dat in 1905 door de hoofdonderwijzer Kornelis Lieuwes de Vries uit het Friese Suameer als een kruising van het ras 'Munstersen' met 'Fransen' werd gekweekt. Het ras kwam in 1910 voor het eerst in de handel. Het bintje was als onderdeel van de dagelijkse warme maaltijd in Nederland lang een populaire aardappel en werd ook veel verkocht aan andere landen.

## Het ras
Het is een middenvroeg rijpend ras met een goede knolvorm en uitstekende consumptiekwaliteit. De aardappels zijn zowel geschikt voor de verse consumptie als voor de aardappelindustrie (friet en chips). De blanke knollen zijn groot, lang-ovaal en vrij vlakogig. Ze zijn lichtgeelvlezig van kleur. Ze hebben een neutrale smaak en zijn vrij vast in de kook.
De plant is zeer gevoelig voor aantasting door phytophthora, zowel in het loof als in de knol. Hij is ook vatbaar voor wratziekte. Vanwege deze kwetsbaarheden, die het gebruik van pesticiden met zich meebrengen, hebben de Nederlandse grootwinkelbedrijven na zware druk van van de milieubeweging de verkoop van het bintje gestaakt, mogelijk ten onrechte. Bintje wordt nog wel verkocht door aardappelspeciaalzaken, maar veel van de Nederlandse oogst wordt geëxporteerd. In 2019 werd 635 ha pootgoed goedgekeurd.

## Kornelis Lieuwes de Vries
De ontwikkelaar van aardappelrassen Kornelis Lieuwes de Vries werd op 25 februari 1854 in Hardegarijp geboren. Hij werkte tot zijn eenentwintigste op de boerderij en ging daarna voor onderwijzer studeren. Vanaf 1883 was De Vries hoofdonderwijzer aan de openbare lagere school van Suameer. In 1894 haalde hij de landbouwakte en in 1901 de tuinbouwakte. Naast zijn werk als schoolmeester gaf hij ook landbouwwintercursussen. De Vries was lid van de Friese Maatschappij van Landbouw. In 1898 vroeg de Maatschappij hem een proefveld voor de aardappelteelt in te richten, dat hij 25 jaar beheerde. Hij kweekte in vijfentwintig jaar ongeveer 150 rassen, waarvan alleen het bintje een succes werd.
In 1881 trouwde De Vries met Grietje Hommes de Jong. Uit dit huwelijk werden zes kinderen geboren. Na het overlijden van zijn eerste vrouw (1895) hertrouwde hij in 1897 met Afke de Glee. Uit dit huwelijk werden nog twee kinderen geboren. De Vries overleed op 20 november 1929.

## Bintje Jansma
De Vries noemde zijn nieuwe aardappelrassen naar zijn kinderen, leerlingen en oud-leerlingen. Zo werd in 1905 het bintje vernoemd naar de toen 17-jarige Bintje Jansma, dochter van Minke en Teade Jansma. Ze werd in 1888 geboren en was 88 jaar oud toen ze in 1976 in een rusthuis in Franeker stierf.